# SC-SA-2
La SC-SA-2 es una carretera perteneciente a la Red de Carreteras Sin Clasificar de la Junta de Castilla y León. Se trata de un tramo de travesía de Béjar, el cual formaba parte de la  SA-220 , hasta que fue reemplazado por otro tramo más apto para la circulación de vehículos.

## Origen y Destino
La carretera  SC-SA-2  transcurre íntegramente por el casco urbano de Béjar, iniciándose en la intersección con la carretera  N-630 , y finalizando en la intersección con la  SA-220 , formando parte de la Red de carreteras de Salamanca.